# Hans Schneider (Biologe)

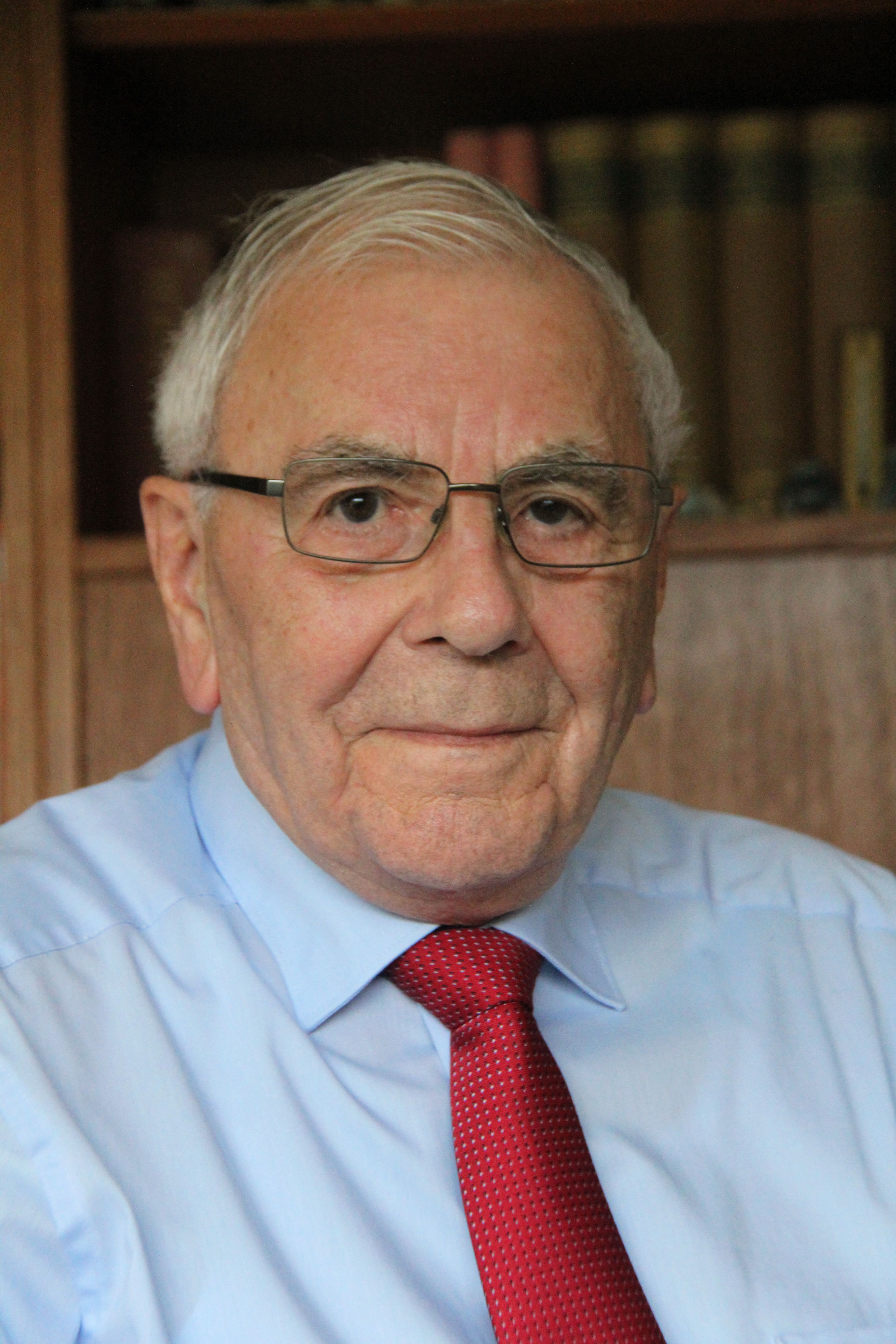
Hans Schneider (2019)

Hans Schneider (* 18. Januar 1929 in Mensengesäß; † 10. Februar 2023) war ein deutscher Zoologe, Hochschullehrer und Direktor des Zoologischen Instituts der Universität Bonn.

## Leben
Hans Schneider, der mit elf Jahren durch ein Unglück seinen Vater verlor, besuchte bis 1943 die Volksschule in Mömbris, dann bis 1949 die Oberrealschule in Aschaffenburg. Es folgte das Studium der Zoologie, Botanik, Chemie und Geographie in Bamberg und München.
1956 an der Ludwig-Maximilians-Universität München mit einer Arbeit über die Endosymbiose von Käfern Summa cum laude promoviert, forschte er zunächst am Zoophysiologischen Institut der Universität Tübingen über die Ultraschallorientierung der einheimischen Großen Hufeisennase. 1959 erhielt er einen Forschungsauftrag der Universität von Wisconsin, um die Laute und Lautmechanismen des Süßwassertrommlers, einer in Wisconsin heimischen Fischart, zu erkunden.
Schneider habilitierte sich 1963 in Tübingen. Er wurde zum 1. März 1970 zunächst als ordentlicher Professor und später zum Leiter des Zoologischen Instituts an die Universität Bonn berufen und blieb dort bis zu seiner Emeritierung im Februar 1994 im Amt.
Schwerpunkt seiner Forschung waren Bioakustik (Lauterzeugung, Kommunikation u. a.) von Froschlurchen, nachdem er sich zunächst in den 1960er Jahren mit Lauterzeugung von Fischen befasst hatte. 1984 beschrieb er gemeinsam mit griechischen Kolleginnen den Epirus-Wasserfrosch (Pelophylax epeiroticus oder Rana epeirotica) aus dem Westen Griechenlands und dem Süden Albaniens.
1985/86 war er Präsident der Deutschen Zoologischen Gesellschaft.
Schneider lebte zuletzt in Impekoven (Gemeinde Alfter) bei Bonn. In seinen letzten zehn Lebensjahren widmete er sich unter anderem der Kulturdenkmalfotografie für die deutschsprachige Wikipedia und Wikimedia Commons.

## Schriften (Auswahl)
- Morphologische und experimentelle Untersuchungen über die Endosymbiose der Korn- und Reiskäfer (Calandra granaria und C. oryzae). In: Zeitschrift für Morphologie und Ökologie der Tiere. Vol. 44, Nr. 7. Springer, 22. März 1956, S. 555–625, JSTOR:43262272.
- Neuere Ergebnisse der Lautforschung bei Fischen. In: Die Naturwissenschaften. Band 48. Springer, 1961, ISSN 0028-1042, S. 513–517 (PURL).
- Physiologische und morphologische Untersuchungen zur Bioakustik der Tigerfische (Pisces, Theraponidae). In: Zeitschrift für vergleichende Physiologie. Vol. 47, 1964, S. 493–558.
- Die Paarungsrufe einheimischer Froschlurche (Discoglossidae, Pelobatidae, Bufonidae, Hylidae). In: Zeitschrift für Morphologie und Ökologie der Tiere. Vol. 57, Nr. 2. Springer, 7. Juli 1966, S. 119–136, doi:10.1007/BF00407675, JSTOR:43262270.
- Bio-Akustik der Froschlurche. Ein Bericht über den gegenwärtigen Stand der Forschung. In: Staatliches Museum für Naturkunde (Hrsg.): Stuttgarter Beiträge für Naturkunde. Band 152. Stuttgart 1. Juni 1966, S. 1–16 (zobodat.at [PDF]).
- Rufe und Rufverhalten des Laubfrosches, Hyla arborea arborea (L.). In: Zeitschrift für vergleichende Physiologie. Vol. 57, 1967, S. 174–189, doi:10.1007/BF00303072.
- Mechanorezeption. In: Heinz Mehlhorn (Hrsg.): Grundriß der Zoologie. G. Fischer, Stuttgart 1989, S. 539–595.
- Bioacoustic studies in European anurans. In: P. Lymberakis, E. Valakos, P. Pafilis und M. Mylonas (Hrsg.): Herpetologia Candiana. Societas Europaea Herpetologica. Heraklion 2001, S. 21–32.
- Bioakustik der Froschlurche: Einheimische und verwandte Arten. mit einer Audio-CD. In: Zeitschrift für Feldherpetologie: Supplement. Band 6. Laurenti-Verlag, Bielefeld 2005, ISBN 3-933066-23-9.
- Vier Artikel zu verschiedenen Amphibien (Laubfrösche, Erdkröten) im Handbuch Reptilien und Amphibien Europas, Band 5/II Froschlurche (Anura), Aula-Verlag 2009